# InuYasha, a film 3. – A világhódítás kardjai
Az InuYasha, a film 3. – A világhódítás kardjai (InuYasha: Tenka Hadou no Ken , InuYasha Movie 3 – Swords of an Honorable Ruler) 2003-ban bemutatott japán animációs mozifilm, amely a Sunrise Toho gyártásában készült. A filmet Toshiya Shinohara rendezte, a forgatókönyvet Katsuyuki Sumisawa írta, a zenéjét Kaoru Wada szerezte, a producere Michihiko Suwa, Masuo Ueda és Mikihiro Iwata volt.
Japánban 2003. december 20-án mutatták be a mozikban, Magyarországon 2008. április 14-én adta ki a Klub Publishing.

## Cselekmény
A harmadik mozifilmben InuYasha szövevényes családi életébe nyerhetünk bővebb bepillantást. Már a nyitójelenetben feltárul a múlt egyik szelete, mikor Shesshoumaru és édesapja párbeszédét láthatjuk, ahonnan az apa rögtön InuYasha születéséhez siet, és súlyos sérüléseivel nem törődve beleveti magát a harcokba. Szerelmét és fiát védelmezve veszti életét, magával rántva a halálba a támadót is. Az összecsapás során láthatjuk először kardjának, a Sounga-nak félelmetes erejét. Ez a hatalmas démoni erővel bíró fegyver lesz a kapocs a múlt és a jelen között. Körülbelül 200 évre eltűnik a színről, de aztán még erősebben és gonoszabban felbukkan InuYasha és barátai életében. Terveihez a múlt kísérteteit használja föl. Egy szinte elpusztíthatatlan zombisereget hoz létre. A családi örökségnek tetsző fegyver először InuYasha-hoz kerül, de mivel őt nem sikerül végleg a hatása alá vonnia, így új hordozót keres magának. InuYasha elindul, hogy leszámoljon apja hagyatékával, de Shesshoumaru nem nézi tétlenül, hogy méltatlan fivére ezt megtegye. Ő is beszáll a játszmába. Eltérő célokat és ugyanakkora elszántságokat láthatunk.
A mozifilm idővonala és időugrása rendhagyó-rendkívüli módon teljesen eltér a sorozattól, tehát alternatív világként kezelendő. Például a sorozat által elhangzottak szerint InuYasha későn érő kamasz 19-20 év körül, ellenben a 3. mozifilm InuYasha biológiai korát - az 50 éves fagyasztást nem tekintve - 150 évesnek állítja és a készítők a 200 évhez állították a kardokkal kapcsolatos idővonalat. Mivel a sorozat idővonala számít hivatalosnak manga által, ezért a 3. mozifilm egyáltalán nem illeszkedik a sorozat világába.